# The Crying Game
The Crying Game er en britisk romantisk dramafilm fra 1992 instrueret af Neil Jordan og med Forest Whitaker, Miranda Richardson og Stephen Rea i hovedrollerne.

## Medvirkende
- Forest Whitaker som Jody
- Stephen Rea som Fergus
- Jaye Davidson som Dil
- Miranda Richardson som Jude
- Jim Broadbent som Col